# Codice ATC H03
Il codice ATC H03 "Ormoni tiroidei" è un sottogruppo del sistema di classificazione Anatomico Terapeutico e Chimico, un sistema di codici alfanumerici sviluppato dall'OMS per la classificazione dei farmaci e altri prodotti medici. Il sottogruppo H03 fa parte del gruppo anatomico H, farmaci per il sistema endocrino.
Codici per uso veterinario (codici ATCvet) possono essere creati ponendo la lettera Q di fronte al codice ATC umano: QH03...
Numeri nazionali della classificazione ATC possono includere codici aggiuntivi non presenti in questa lista, che segue la versione OMS.

## H03A Preparazioni tiroidee

### H03AA Ormoni tiroidei
H03AA01 Levotiroxina sodica
H03AA02 Liotironina sodica
H03AA03 Combinazioni di levotiroxina e liotironina
H03AA04 Tiratricol
H03AA05 Preparati a base di ghiandola tiroidea

## H03B Preparazioni antitiroidee

### H03BA Tiouracili
H03BA01 Metiltiouracile
H03BA02 Propiltiouracile
H03BA03 Benziltiouracile

### H03BB Derivati dell'imidazolo contenenti zolfo
H03BB01 Carbimazolo
H03BB02 Tiamazolo
H03BB52 Tiamazolo, combinazioni

### H03BC Perclorati
H03BC01 Perclorato di potassio

### H03BX Altre preparazioni antitiroidee
H03BX01 Diiodotirosina
H03BX02 Dibromotirosina